# Andrei Pawlowitsch Petrow

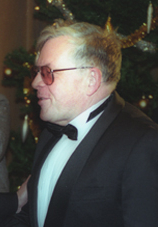
Andrei Petrow (2001)

Andrei Pawlowitsch Petrow (russisch Андрей Павлович Петров, wiss. Transliteration Andrej Pavlovič Petrov; * 2. September 1930 in Leningrad; † 15. Februar 2006 in Sankt Petersburg) war ein russischer Komponist, der sowohl klassische Musik, als auch Musik für über 80 sowjetische und russische Filme schrieb.

## Leben
Andrei Petrow absolvierte die Rimski-Korsakow-Musikfachschule im Jahr 1949 sowie das Leningrader Konservatorium im Jahr 1954 – als Schüler von Orest Jewlachow. Er schrieb zahlreiche klassische Werke für Ballett (darunter Ufer der Hoffnung, Erschaffung der Welt, Puschkin), Opern (Peter der Große) und Symphonien (Vivat, Olympus). Er pflegte eine enge Freundschaft mit Dmitri Schostakowitsch.
Andrei Petrow avancierte zu einem der gefragtesten Filmmusik-Komponisten und erhielt diverse Staatsprämien, wie in den Jahren 1967, 1976 und 1980.
Seine Filmmelodien waren landesweit beliebt und allseits bekannt. Werke, die seiner Feder entstammten, führten nicht selten ein vom Film unabhängiges Eigenleben und wurden als allgemeines Kulturgut empfunden. Das war, seinen Worten nach, die größte Belohnung, die ihm als Komponist zuteilwerden konnte.
1993 wurde der Asteroid (4785) Petrov nach ihm benannt.
Andrei Petrow starb am 15. Februar 2006 an den Folgen einer Hirnblutung. Er wurde auf dem Wolkowo-Friedhof in Sankt Petersburg beigesetzt.

## Werke
Unter den Filmen, zu denen Andrei Petrow die Musik schrieb, sind:
- 1961: Der Amphibienmensch (Человек-амфибия) – Romanverfilmung
- 1963: Zwischenlandung in Moskau (Я шагаю по Москве)
- 1965: Dreiunddreißig (Тридцать три)
- 1966: Vorsicht, Autodieb! (Берегись автомобиля)
- 1968: Zickzack des Glücks (Зигзаг удачи)
- 1968: Ein uraltes Märchen (Старая, старая сказка)
- 1972: Bändigung des Feuers (Укрощение Огня)
- 1976: Der blaue Vogel (Синяя Птица) – amerikanisch-sowjetische Koproduktion; mit Irwin Kostal
- 1977: Liebe im Büro (Служебный роман)
- 1977: Weißer Bim Schwarzohr (Белый Бим Чёрное ухо)
- 1979: Marathon im Herbst (Осенний марафон)
- 1980: Die Garage (Гараж)
- 1980: Ein gutes Wort für den armen Husaren (О бедном гусаре замолвите слово)
- 1983: Bahnhof für zwei (Вокзал для двоих)
- 1984: Eine bittere Romanze (Жестокий романс)
- 1987: Vergessene Melodie für Flöte (Забытая мелодия для флейты)
- 1991: Der gelobte Himmel (Небеса обетованные)
- 1993: Nastja (Настя)